# Centrale solaire photovoltaïque

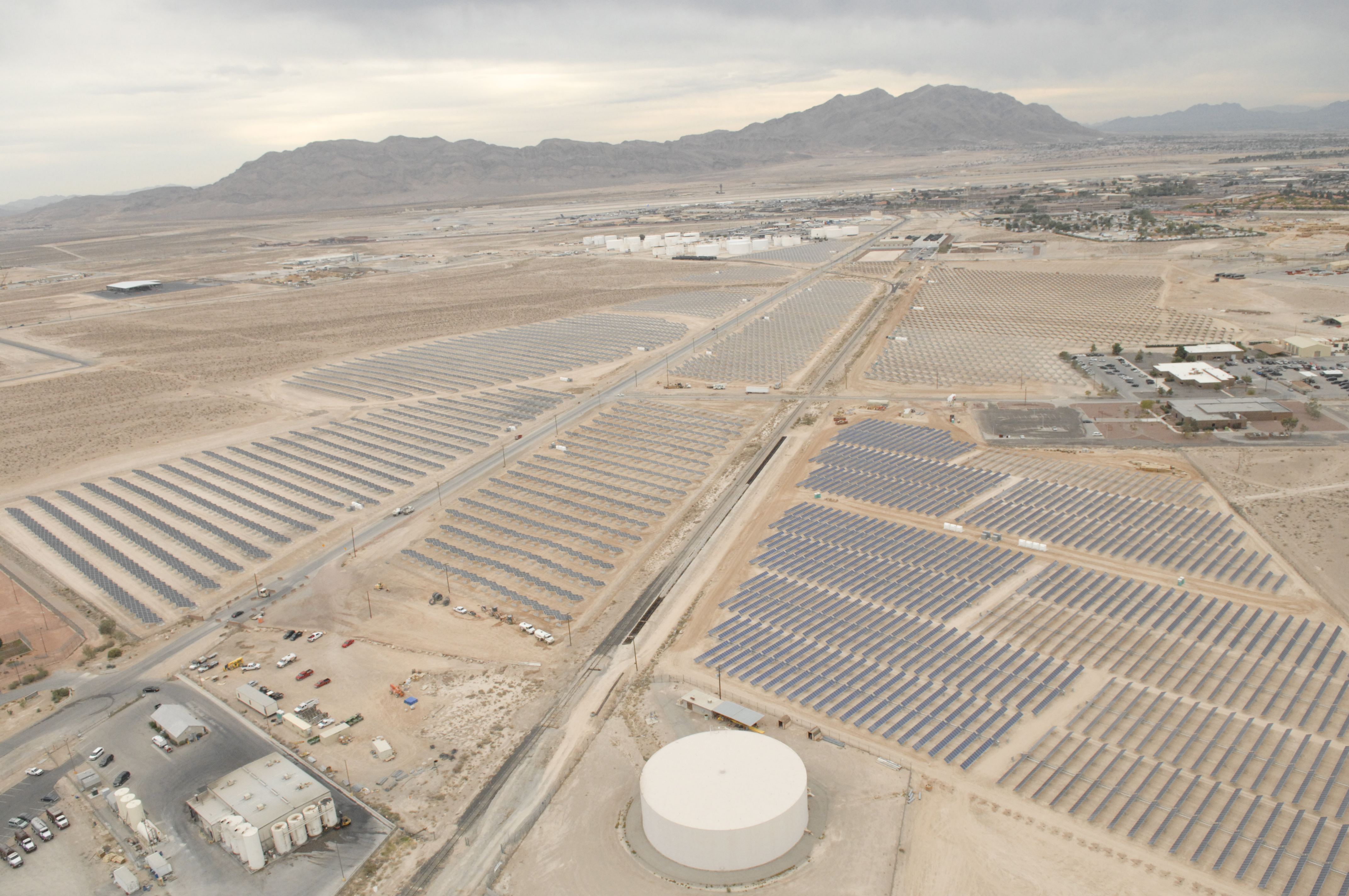
Le Nellis Solar Power Plant comprend 72000 panneaux solaires PV sur 54 ha (140 acres).

Une centrale solaire photovoltaïque est un dispositif technique de production d'électricité renouvelable par des capteurs solaires photovoltaïques reliés entre eux (en série et en parallèle) et raccordé au réseau électrique par des onduleurs.
Les centrales solaires sont de plus en plus puissantes (plus de 100 MWc en 2012), contrairement aux systèmes solaires photovoltaïques autonomes destinés à l'alimentation en électricité de bâtiments ou d'installations isolées (autoconsommation) dont la puissance dépasse rarement 100 kWc.
En France, ce type de centrale fait l'objet d'appels d'offres spécifiques de la part de l'État, dans le cadre de la programmation pluriannuelle de l'énergie (PPE), qui vise actuellement 3 000 MW répartis en six périodes de candidature de 500 MW chacune, de 2016 à juin 2019, dans l'objectif de tripler la puissance photovoltaïque et de répondre aux engagement énergétiques de la France d'ici à 2023. Les projets sont sélectionnés en fonction du prix du kilowatt-heure, de leur empreinte carbone et plus généralement de leur « pertinence environnementale » (encouragement par exemple à valoriser des sites dégradés et/ou pollués ou à préserver des espaces boisés et zones humides). Fin septembre 2016, l'Atlas 2016 des centrales PV en France répertoriait 492 installations de plus de 1 MWc en service ou en attente de raccordement, cumulant une puissance de 3 034 MWc.

## Histoire

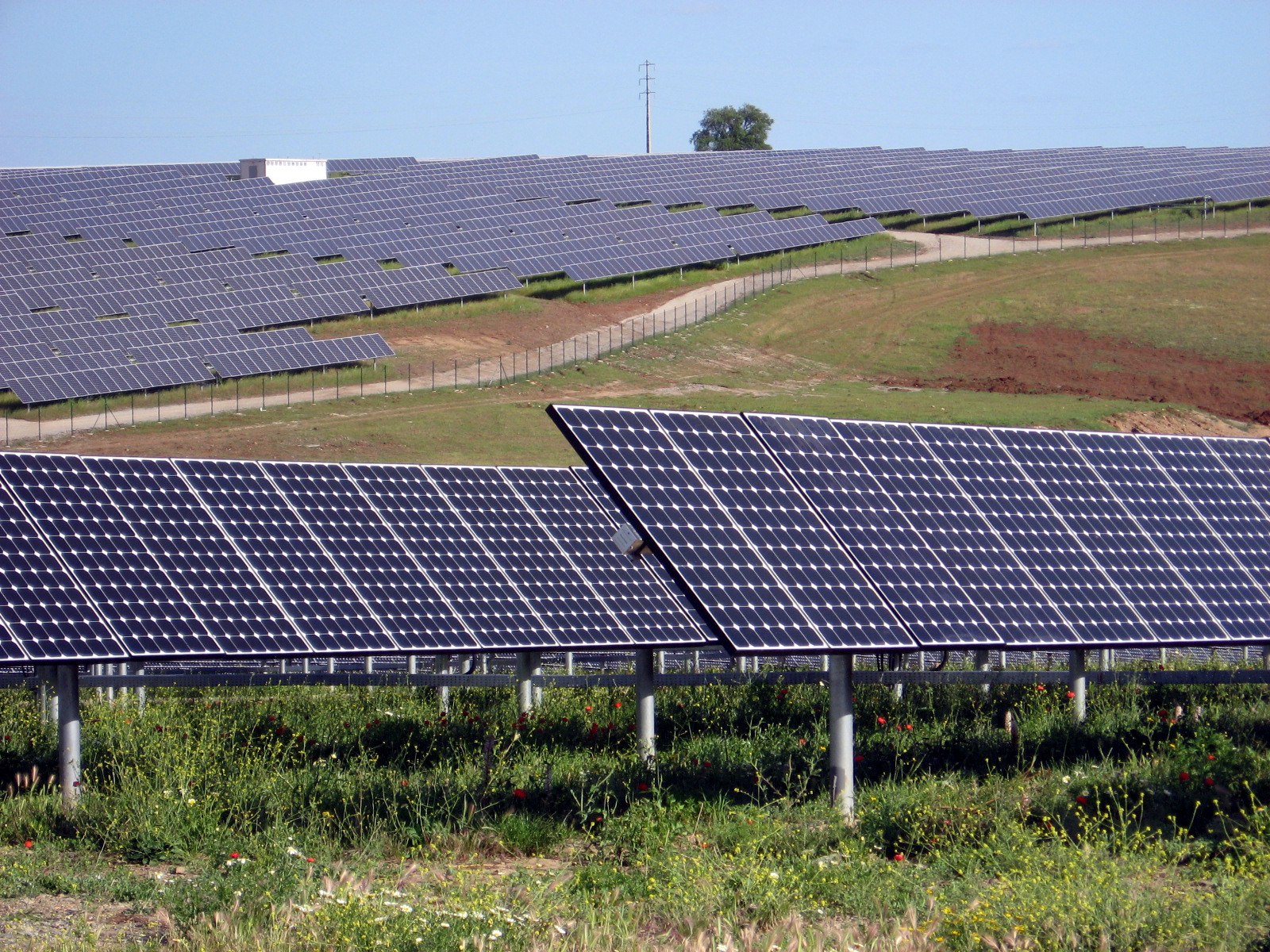
Serpa solar power plant, construit au Portugal en 2006.

Le premier parc solaire a été construit fin 1982 par Arco Solar à Lugo près d'Hesperia, en Californie, suivi en 1984 par une installation de 5,2 MWc dans la plaine de Carrizo. Elles ont depuis été désaffectés, bien que la plaine de Carrizo soit le site de plusieurs usines en cours de construction.
L'étape suivante a suivi les révisions de 2004 aux tarifs de rachat en Allemagne (en) quand un volume substantiel de parcs solaires a été construit.
Plusieurs centaines d'installations de plus de 1 MWc ont depuis été installées en Allemagne, dont plus de 50 ont plus de 10 MWc. Avec l'introduction des tarifs de rachat en 2008, l'Espagne est devenue brièvement le plus grand marché, avec quelque 60 parcs solaires de plus de 10 MWc. Les États-Unis, la Chine, l'Inde, la France, le Canada, et l'Italie sont notamment devenus des marchés importants, comme le montre la liste des centrales photovoltaïques (en).
Les plus grands sites en construction ont des capacités de centaines de MWc et des projets à une échelle de 1 GWc sont prévus,,.
Début 2024, la France est la troisième puissance photovoltaïque de l'Union européenne, après l'Allemagne et l'Italie, avec un parc d'une puissance de 18 GWc, dont 3,1 GWc installés en 2023.

## Emplacement et utilisation des terres

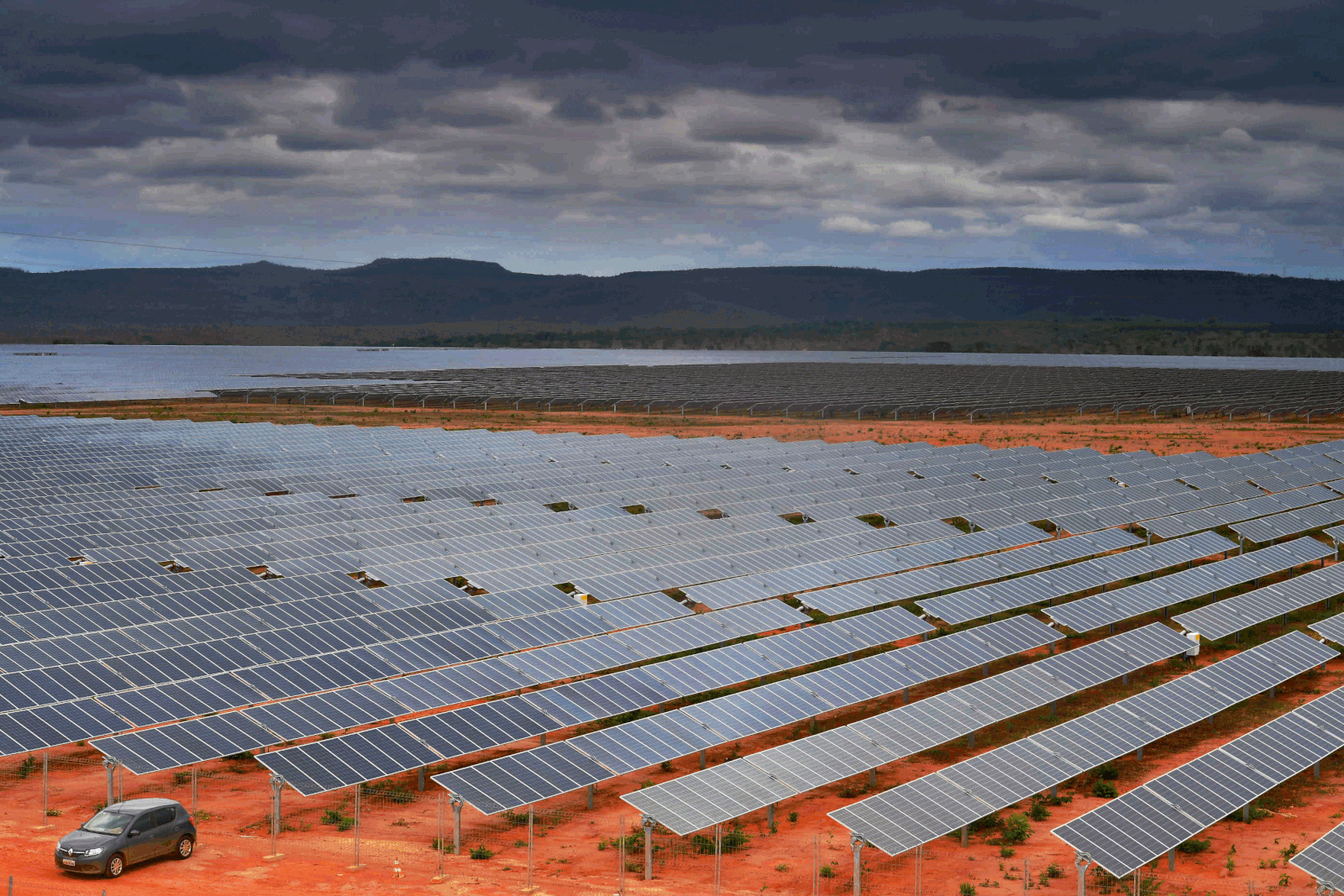
Complexe solaire de Pirapora (Brésil), plus grande centrale solaire d'Amérique latine en 2019.

La superficie requise pour une puissance de sortie souhaitée varie en fonction de l'emplacement, de l'efficacité des modules solaires, de la pente du site et du type de montage utilisé. La surface nécessaire pour un parc photovoltaïque au sol sur un terrain plat est d'environ 750 kWc par hectare. Pour une pente d'environ 10 % orienté sud en Europe, ce chiffre peut parvenir au même ratio, soit 825 kWc par hectare. Ces chiffres sont déterminés sur la base d'une inclinaison de 10% pour les modules. Plus l'inclinaison des modules est importante, plus la surface nécessaire sera importante. En conséquence, en vue d'un optimum énergétique, une centrale photovoltaïque dans le nord de l'Europe, implique une surface plus importante. À l'inverse, des régions proches de l'équateur peuvent disposer d'une surface moindre à puissance équivalente, mais cela est fortement déconseillé, en raison de l'encrassement, qui touche en particulier les régions désertiques. De ce fait, une inclinaison minimale de 10 % des modules reste recommandée pour une centrale photovoltaïque au sol.
Pour tenter d'apporter des solutions aux conflits d'usage des sols entre la production agricole et la production d'énergie solaire, des projets agrivoltaïques sont expérimentés depuis les années 2000 avec des cultures adaptées à l'ombre.
L'île de la Réunion a rendu obligatoire les projets agrivoltaïques sur terrains agricoles. De 2008 à 2010, de nombreux projets de centrales photovoltaïques au sol et hangars photovoltaïques sont apparus, sans que les agriculteurs en aient besoin, grâce aux anciens tarifs d'achat, rendant le photovoltaïque plus rentable que les champs de canne à sucre. En conséquence, un tiers des meilleures terres agricoles sont consacrées à des projets agricoles. Le point culminant a été l'installation photovoltaïque de Pierrefonds en 2009, situé à côté de l'aéroport du sud de l'île, un bras de fer eu lieu entre le préfet et des opposants. La mise en place de ce parc photovoltaïque a généré la disparition d'une espèce d'insecte[réf. nécessaire]. En France, les études d'impact environnementales sont obligatoires pour les parcs photovoltaïques supérieurs à 1 MWc. Les dernières études montrent la compatibilité entre photovoltaïque et biodiversité.
La centrale solaire photovoltaïque dont l'altitude était la plus élevée au monde en 2019 est celle de La Puna, située dans l'altiplano argentin (province de Salta). Développée par l'entreprise française Neoen avec le soutien d'Artelia, elle est construite par GenSun-TSK. Opérationnelle depuis 2021, la centrale de 200 MWc est perchée à 4 000 m d'altitude et alimente le Chili et l'Argentine.

### Photovoltaïque flottant
Dans les régions qui manquent de place pour leurs installations solaires, les fermes photovoltaïques flottantes se développent, en particulier au Japon qui concentre près de 80 % des fermes solaires flottantes en service en 2017. Après un test (15 kWc) dans une gravière de la vallée du Rhône à Piolenc, une centrale photovoltaïque flottante a été installée au Japon (en 2013) par l'entreprise lilloise Ciel & Terre. Cette centrale est composée de 4 600 modules polycristallins répartis en deux îlots sur un bassin d'irrigation de 3 ha, en banlieue de Tokyo (sa puissance est de 1,16 MW soit environ 1 540 MWh/an, l'équivalent de la consommation de 550 foyers). Poser les capteurs sur l’eau froide améliore leur rendement, mais cette technologie « Hydrelio » n’est pas adaptée à la mer ou aux grands lacs où le sel et les vagues détérioreraient l’installation. Son concepteur la recommande pour les lacs de carrières et estime que 2 000 MW au moins pourraient concerner les lacs de carrières de France. En Chine, une installation de 40 MWc a été mise en service en mai 2017 dans la région de Huainan. Ses 160 000 panneaux solaires couvrent sur plus de 800 000 m2 un lac artificiel qui s'est formé à la suite de l'abandon d’une ancienne mine de charbon ; l'eau, très polluée par la mine, ne peut pas servir pour d'autres fonctions. Dans la même province, une centrale de 150 MWc est en construction depuis juillet 2017. Une centrale flottante d'une puissance de 330 MWc est en chantier en Australie et l'Inde développe un projet d'une puissance de 648 MWc qui devrait recouvrir une surface de 10 km2. Au sud de Strasbourg, la commune d'Illkirch-Graffenstaden installe sur l'étang artificiel de Girlenhirsch une centrale solaire qui alimentera plusieurs services municipaux ; sa production annuelle de 40 000 kWh permettra de couvrir 35 % de la consommation des installations municipales voisines ; mais des associations de protection de l'environnement redoutent une déstabilisation de l'écosystème aquatique.
Les avantages de tels panneaux sont la réduction de l'évaporation naturelle et de l'échauffement de l’eau. Par rapport aux installations terrestres, le photovoltaïque flottant évite par ailleurs la concurrence de l'agriculture ou de l'exploitation forestière sur des surfaces fertiles. Le centre d'une grande étendue d'eau n'est jamais à l'ombre et dispose donc d'un ensoleillement maximal. Surtout, la fraîcheur de l'eau permet d'éviter la surchauffe des panneaux et leur rendement est dès lors nettement amélioré. En outre, la technique permet d’orienter et d'incliner les panneaux de façon optimale face au Soleil, ce qui est rarement le cas en toiture. Ces installations sont également moins coûteuses que lorsqu'elles sont posées sur des toitures ou des surfaces terrestres.

### Ombrières photovoltaïques
Des panneaux solaires peuvent aussi être installés en couverture de parking, formant des ombrières pour les véhicules. L’avantage de ces petites centrales solaires est qu'elles n'entrent pas en conflit avec les activités industrielles, commerciales ou agricoles. Par ailleurs, le sol étant déjà bétonné, leur impact environnemental est quasi nul.
En France, sur les 17 764 sites aménageables répertoriés par l'Ademe en 2019, un tiers sont des parkings, qui représentent un gisement potentiel de 3,7 GW (les friches représentant 50 GW et les toitures 364 GW). Pour comparaison, la puissance installée dans le pays en 2019 était de 8,7 GW. Certaines sociétés de tiers-investisseur ont fait du parking photovoltaïque leur spécialité, qui prennent en charge des projets sur vingt ans, moyennant un loyer et en comptant un amortissement en une quinzaine d'années,. Les parkings de supermarchés sont notamment une ressource, qui représenterait « plusieurs centaines de milliers d’hectares » équipés en 2019.
Une installation de ce type a vu le jour en Belgique en 2020, qui couvre 12 500 places de stationnement et doit produire 20 000 MWh/an. Les structures portantes sont réalisées en bois certifié PEFC et le « temps de retour » en CO2 est estimé à moins de trois ans.
À partir de juillet 2023, la France a rendu obligatoire l'installation d'ombrières photovoltaïques sur les parkings extérieurs de plus de 1 500 m2, soit environ 80 places, à hauteur de 50 % de la superficie totale. C'est également le cas pour les nouveaux parkings d'une surface supérieur à 500 m2.

## Technologie
La plupart des parcs solaires sont des systèmes PV montés au sol (en), également connus sous le nom de centrales solaires à champ libre. Ils peuvent soit être inclinés fixes, soit utiliser un seul axe ou un tracker solaire à double axe. Bien que le tracker améliore les performances globales, il augmente également les coûts d'installation et de maintenance,. Un onduleur solaire convertit la puissance de sortie du tableau de courant continu (CC) en courant alternatif (CA), et la connexion au réseau électrique est faite par un transformateur à haute tension, triphasé d'intensité de 10 kV ou plus,.

### Arrangements des panneaux solaires
Les panneaux solaires sont les sous-systèmes qui convertissent le rayonnement solaire incident en énergie électrique. Ils comprennent une multitude de modules solaires, montés sur des structures de support et interconnectés pour fournir une sortie de puissance aux sous-systèmes électroniques de conditionnement de puissance.
Une minorité de parcs solaires à grande échelle sont configurés sur des bâtiments et utilisent donc des panneaux solaires intégrés aux bâtiments. La majorité sont des systèmes « à champ libre » utilisant des structures montées au sol, habituellement de l'un des types qui suivent.

#### Panneaux fixes
De nombreux projets utilisent des structures de montage où les modules solaires sont montés à une inclinaison fixe calculée pour fournir le profil annuel optimal. Les modules sont normalement orientés vers l'équateur, à un angle d'inclinaison légèrement inférieur à la latitude du site. Dans certains cas, selon les conditions climatiques locales, topographiques ou du prix de l'électricité, différents angles d'inclinaison peuvent être utilisés.
Une variante de cette conception est l'utilisation de panneaux dont l'angle d'inclinaison peut être ajusté deux ou quatre fois par an pour optimiser la production saisonnière. Ils exigent également plus de superficie pour réduire l'ombrage interne (d'un panneau sur l'autre) à l'angle d'inclinaison d'hiver, qui est plus raide. Parce que l'augmentation de la production est en général de seulement quelques pour cent, elle justifie rarement l'augmentation du coût et de la complexité que représente cette conception.

#### Trackersà double axe

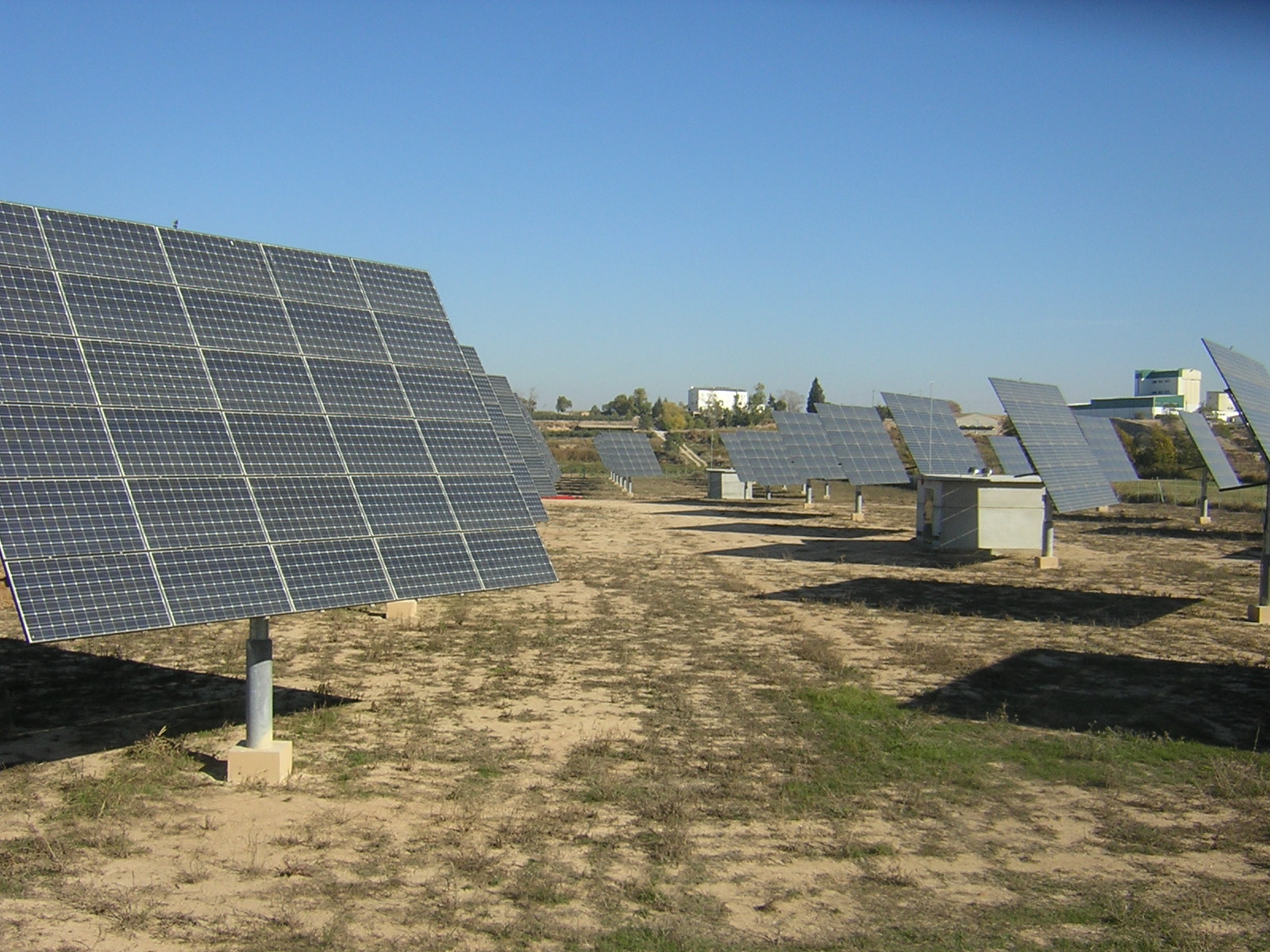
Bellpuig Solar Park, près de Lérida, en Espagne, utilise des pylônes à deux axes montés sur poteaux.

Afin de maximiser l'intensité du rayonnement entrant, les panneaux solaires peuvent être orientés face aux rayons du soleil. Pour ce faire, les panneaux peuvent être conçus à l'aide de trackers à deux axes, capables de suivre le soleil dans son orbite quotidienne à travers le ciel.
Ces panneaux doivent être espacés afin de réduire l'interombrage au fur et à mesure que le soleil se déplace et que les orientations des panneaux changent, ce qui nécessite une plus grande superficie. L'espacement nécessaire dépend fortement de la latitude et augmente avec celle-ci. Ces trackers requièrent également des mécanismes plus complexes pour maintenir la surface des panneaux à l'angle requis.
L'augmentation de la production peut être de l'ordre de 30 % dans les endroits où les rayonnements directs (en) sont élevés, mais l'augmentation est plus faible dans les climats tempérés ou ceux qui présentent un rayonnement diffus plus important en raison des conditions nuageuses. Pour cette raison, les trackers à double axe sont les plus couramment utilisés dans les régions subtropicales.

#### Trackersà axe unique
Une troisième approche permet d'obtenir certains des avantages en matière de suivi, avec une pénalité moindre quant à la superficie, au capital et aux coûts d'exploitation. Cela implique de suivre le soleil dans une dimension sans s'ajuster aux saisons. L'angle de l'axe est normalement horizontal, bien que certains, comme le parc solaire de la base aérienne de Nellis, qui ont une inclinaison de 20 °, inclinent l'axe vers l'équateur dans une orientation nord-sud — en fait un hybride entre le tracker et l'inclinaison fixe.
Les systèmes de suivi à un axe (en) sont alignés suivant des axes pratiquement Nord-Sud. Certains utilisent des liaisons entre les rangées afin que le même actionneur puisse ajuster l'angle de plusieurs rangées à la fois.

### Conversion d'énergie
Les panneaux solaires produisent de l'électricité en courant continu (CC), les parcs solaires ont donc besoin d'équipements de conversion pour les transformer en courant alternatif (CA), qui est la forme transmise par le réseau électrique. Cette conversion est effectuée par onduleurs. Pour maximiser leur efficacité, les centrales solaires intègrent également des Maximum Power Point Tracking, soit dans les onduleurs, soit en unités séparées. Ces dispositifs maintiennent chaque chaîne de panneau solaire proche de son point de puissance de crête.
Il existe deux principales possibilités pour configurer cet équipement de conversion, bien que dans certains cas individuels, ou des micro-onduleurs soient utilisés. Un seul onduleur permet d'optimiser la sortie de chaque panneau et de multiples onduleurs augmente la fiabilité en limitant la perte de sortie lorsqu'un onduleur échoue.

#### Onduleurs centralisés

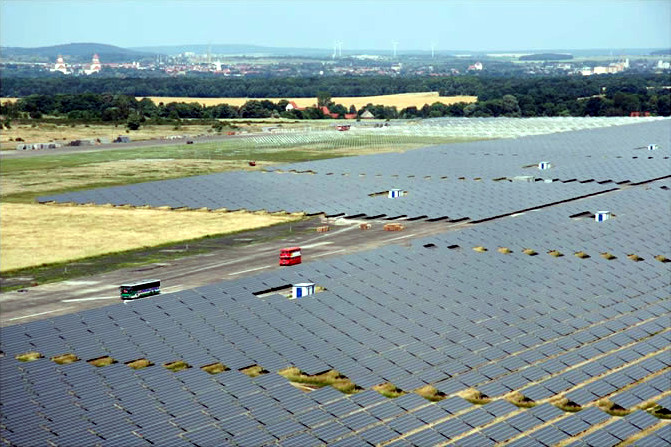
Waldpolenz Solar Park est divisé en blocs, chacun avec un onduleur centralisé.

Ces unités ont une capacité relativement élevée, typiquement de l'ordre de 1 MW, de sorte qu'ils conditionnent la production d'un bloc important de panneaux solaires, jusqu'à deux hectares. Les parcs solaires utilisant des onduleurs centraux sont souvent configurés en blocs rectangulaires discrets, avec l'onduleur correspondant dans un coin ou le centre du bloc,,.

#### Onduleurs de chaine
Les onduleurs de chaîne sont sensiblement inférieurs en capacité, de l'ordre de 10 kW,, et conditionnent la production d'une seule chaîne de panneau. Il s'agit normalement de tout ou d'une partie d'une rangée de panneaux solaires dans l'ensemble de l'installation. Les onduleurs de chaîne peuvent améliorer l'efficacité des parcs solaires, où les différentes parties du réseau connaissent différents niveaux d'ensoleillement, par exemple lorsqu'elles sont disposées à des orientations différentes ou très serrées pour réduire la superficie du site.

#### Transformateurs
Les onduleurs fournissent typiquement une sortie de puissance à des tensions de l'ordre de 480 VAC,. Les réseaux d'électricité fonctionnent à des tensions beaucoup plus élevées de l'ordre de dizaines ou de centaines de milliers de volts, les transformateurs sont donc incorporés pour fournir la puissance nécessaire au réseau. Les transformateurs ont généralement une durée de vie de 25 à 75 ans et ne nécessitent normalement pas de remplacement pendant la vie d'une centrale photovoltaïque.

### Performance du système
La performance d'un parc solaire est en fonction des conditions climatiques, de l'équipement utilisé et de la configuration du système. L'entrée d'énergie primaire est l'éclairement lumineux globale sur le site des panneaux solaires, et ceci à son tour est une combinaison du rayonnement direct et du rayonnement diffus.
Un facteur déterminant de la production du système est le rendement de conversion des modules solaires, qui dépendra notamment du type de cellule solaire utilisée.
Il y aura des pertes entre la production du CC des modules solaires et la puissance CA livrée au réseau, en raison d'un large éventail de facteurs tels que les pertes d'absorption de lumière, l'inadéquation, la chute de tension du câble, les rendements de conversion et autres pertes parasites. Un paramètre appelé «ratio de performance» a été développé pour évaluer la valeur totale de ces pertes. Le rapport de performance donne une mesure de la puissance CA de sortie fournie en proportion de la puissance CC totale que les modules solaires devraient être capables de fournir dans les conditions climatiques ambiantes. Dans les parcs solaires modernes, le rapport de performance devrait normalement dépasser 80 %,.

### Dégradation du système
La production des premiers systèmes photovoltaïques a diminué jusqu'à 10 % par an, mais à partir de 2010, le taux de dégradation était de 0,5 % par an, les modules fabriqués après 2000 ayant un taux de dégradation nettement inférieur, de sorte qu'un système perdrait seulement 12 % de son rendement en 25 ans. Un système utilisant des modules qui se dégradent 4 % par an perdra 64 % de sa production pendant la même période. De nombreux fabricants de panneaux offrent une garantie de performance, généralement 90 % en dix ans et 80 % sur 25 ans. La production de tous les panneaux est généralement garantie à plus ou moins 3 % pendant la première année d'exploitation.

## Centrale raccordée au réseau

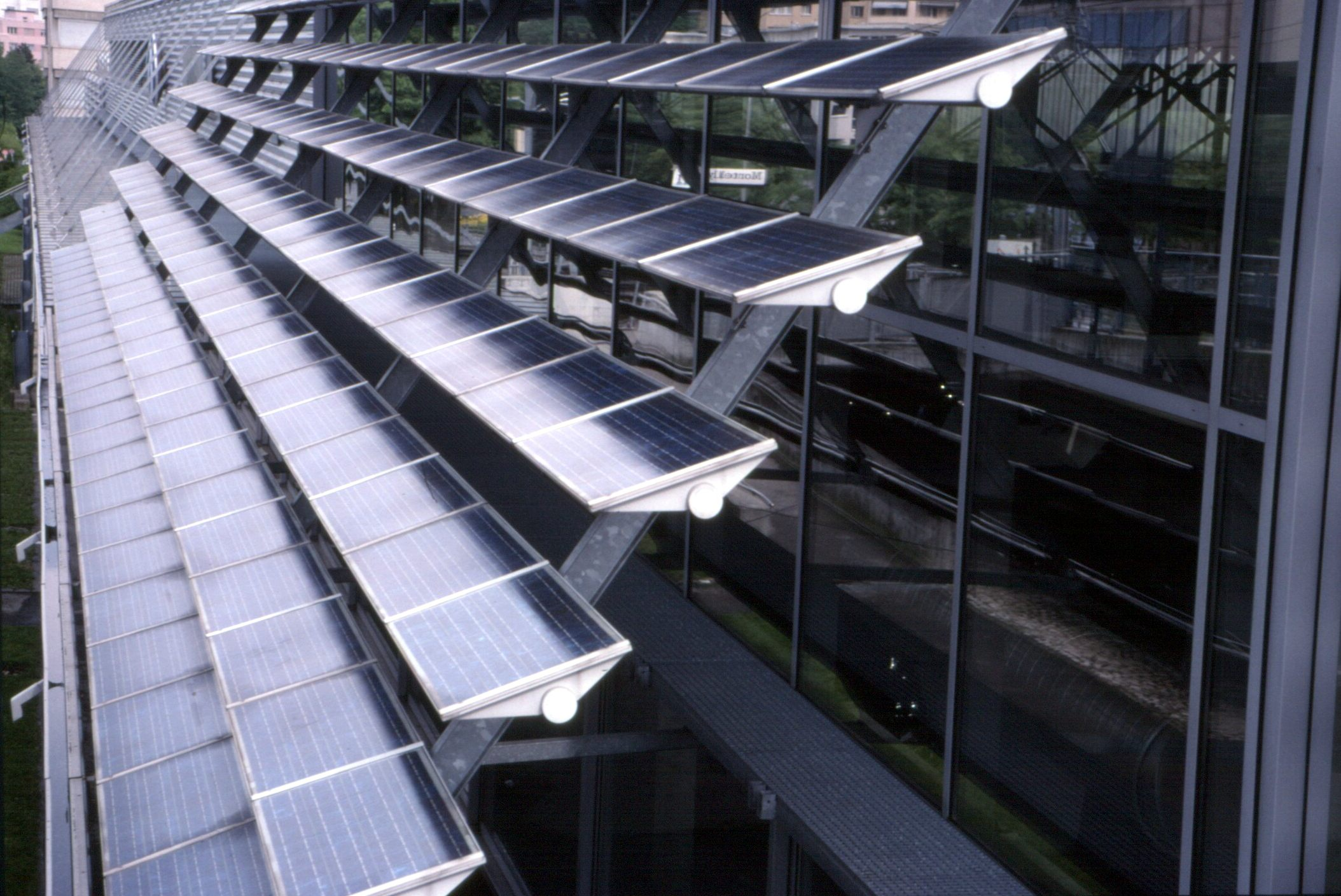
Brise-soleil constitué de panneaux couverts de cellules solaires.

Le photovoltaïque raccordé au réseau fournit du courant électrique continu, de tension variable, issu de panneaux solaires photovoltaïques. Ce courant est transformé par un onduleur en courant alternatif de fréquence, tension et phase adaptées aux caractéristiques du réseau de distribution électrique. Il peut être consommé immédiatement, stocké localement (par exemple dans une batterie d'accumulateur ou sous forme d'hydrogène) ou injecté dans le réseau. Cette énergie photovoltaïque peut donc être consommée par des utilisateurs proches, ce qui occasionne moins de pertes réseaux que dans le cas d'une centrale électrique traditionnelle, mais s'accompagne d'une production cyclique variant en fonction de l'intensité solaire et donc de l'heure du jour et de la saison. L'autoconsommation nécessite donc des dispositifs de stockage de l'énergie ou un complément d'énergie assuré par le réseau.
De nos jours, en vue du développement durable, il est intéressant d'envisager des installations photovoltaïques sous les tropiques, notamment pour les Antilles, La Réunion et toute autre région très dépendante du pétrole, ou d'autres formes d'énergies fossiles, pour son alimentation en électricité.

## Liste des principales centrales solaires photovoltaïques
La liste suivante présente les plus importantes centrales photovoltaïques au monde. Sur les dix plus puissantes, cinq se trouvent dans les déserts du Sud-Ouest des États-Unis. Fin 2014, le secteur solaire fait vivre 173 000 salariés américains. À titre de comparaison, la plus grande centrale solaire thermodynamique, « Solar Energy Generating Systems », en fonctionnement dans le désert des Mojaves (Californie) depuis 1985, développe une puissance-crête de 350 MWc, tandis qu'un réacteur nucléaire a en moyenne une puissance de l'ordre de 1 000 MW, mais avec un facteur de charge quatre à cinq fois plus élevé.
Une liste des centrales solaires photovoltaïques est mise à jour plus ou moins régulièrement sur le site pvresources.com, dont les principales sont mentionnées dans le tableau ci-dessous :
| Puissance (MWc) | Localisation                                                                                | Pays                | Surface en km2         | Mise en service | Exploitant/Propriétaire                                           |
| --------------- | ------------------------------------------------------------------------------------------- | ------------------- | ---------------------- | --------------- | ----------------------------------------------------------------- |
| 2245            | Parc solaire de Bhadla                                                                      | Inde                | 56,66 km2              | 2020            |                                                                   |
| 1650            | Parc solaire de Benban                                                                      | Égypte              | 37,2 km2               | 2019            |                                                                   |
| 1617            | Centrale solaire de Janaúba, Minas Gerais                                                   | Brésil              | 38 km2                 | 2023- 2025      | Elera Renováveis                                                  |
| 1350            | Centrale solaire de Kalyon Karapınar                                                        | Turquie             | 20 km2                 | 2020            |                                                                   |
| 1177            | Noor Abu Dhabi, émirat d'Abu Dhabi                                                          | Émirats arabes unis | 8 km2                  | 2019            | Emirates Water and Electricity Company                            |
| 1000            | Quaid-e-Azam Solar Power Park (QASP), Cholistan, Pendjab,                                   | Pakistan            | 26 km2                 | 2015            | Pakistan solar power                                              |
| 648             | Kamuthi, Tamil Nadu                                                                         | Inde                | 10 km2                 | 2016            | Adani Power                                                       |
| 605             | Witznitz, Leipzig                                                                           | Allemagne           | 5 km2                  | 2024            | Real Assets                                                       |
| 590             | Centrale solaire Francisco Pizarro, Torrecillas de la Tiesta et Aldeacentenera, Estrémadure | Espagne             | 13 km2                 | 2022            | Iberdrola                                                         |
| 579             | Solar Star, Californie                                                                      | États-Unis          | 13 km2                 | 2015            | Sunpower/MidAmerican Renewables                                   |
| 550             | Topaz Solar Farm, comté de San Luis Obispo, Californie                                      | États-Unis          | 25 km2                 | 2014,           | First Solar/MidAmerican Renewables                                |
| 550             | Desert Sunlight (en), Californie                                                            | États-Unis          | 15,4 km2               | 2015            | NextEra Energy Resources                                          |
| 500             | Centrale solaire Nuñez de Balboa, Usagre, Estrémadure                                       | Espagne             | 8,5 km2                | 2020,           | Iberdrola                                                         |
| 320             | Longyangxia Solar-hydro, province de Qinghai                                                | Chine               | 9,16 km2               | 2013            | filiale de China Power Investment Corporation                     |
| 317             | Parc solaire de Golmud                                                                      | Chine               | 5,64 km2               | 2020            | Huanghe Hydropower, filiale de China Power Investment Corporation |
| 300             | Centrale solaire de Cestas                                                                  | France              | 2,6 km2                | 2015            | Neoen                                                             |
| 290             | Agua Caliente (en), Arizona                                                                 | États-Unis          | 9,71 km2               | 2014            | First Solar/NRG Energy                                            |
| 615             | Gujarat Solar Park-1, district de Patan, dans le complexe solaire de Gujarat                | Inde                | 20 km2                 | 2014            | 20 centrales                                                      |
| 250             | California Valley (en), Californie                                                          | États-Unis          | 7,96 km2               | 2013            | NRG Energy                                                        |
| 328             | Mount Signal 3, Imperial Valley, Californie                                                 | États-Unis          | 8,1 km2                | 2014            |                                                                   |
| 266             | Mount Signal 1, Imperial Valley, Californie                                                 | États-Unis          | 7,9 km2                | 2014            |                                                                   |
| 200             | Mount Signal 2, Imperial Valley, Californie                                                 | États-Unis          | 5,1 km2                | 2013            |                                                                   |
| 200             | Gonghe industrial park, Xian de Gonghe, province de Qinghai                                 | Chine               | 6 km2                  | 2013            | CPI Huanghe Company                                               |
| 170             | Centinela, El Centro, Comté d'Imperial, Californie                                          | États-Unis          | 8,36 km2               | 2013            |                                                                   |
| 168             | Senftenberg/Schipkau (Meuro), Brandebourg                                                   | Allemagne           | 3,53 km2               | 2011            | Saferay GmbH et GP Joule                                          |
| 208             | Copper Mountain (en), Nevada                                                                | États-Unis          | 4,45 km2               | 2015            | Sempra U.S. Gas & Power                                           |
| 152             | Marville, Pays-de-Montmédy (Meuse)                                                          | France              | 1,55 km2               | 2021            | Enerparc/TSE                                                      |
| 150             | Mesquite, Arlington, Comté de Maricopa, Arizona                                             | États-Unis          | 3,6 km2                | 2013            |                                                                   |
| 145             | Neuhardenberg, Brandebourg                                                                  | Allemagne           | 2,4 km2                | 2012            |                                                                   |
| 143             | Projet solaire Catalina, comté de Kern, Californie                                          | États-Unis          | 4,45 km2               | 2013            | enXco, filiale d'EDF EN                                           |
| 128             | Templin/Groß Dölln, Templin, Brandebourg                                                    | Allemagne           | 2,14 km2               | 2013            | First Solar                                                       |
| 115,            | Centrale photovoltaïque de Toul-Rosières, Meurthe-et-Moselle                                | France              | 3,67 km2               | 2012            | EDF EN, Fonds Marguerite, Sonnedix                                |
| 100             | Perovo, Crimée                                                                              | Ukraine             | _64 ha                 | 2011            | ?                                                                 |
| 100             | Xitieshan (en)                                                                              | Chine               | nA                     | 2011            | CGN Solar Energy                                                  |
| 100             | Chengde, Hebei                                                                              | Chine               | nA                     | 2013            | CPI Hebei Company                                                 |
| 100             | Jiayuguan (en), Gansu                                                                       | Chine               | 2,6 km2                | 2013            | Goldpoly New Energy (Hong Kong)                                   |
| 100             | Ningxia Qingyang, Zhongwei, Ningxia                                                         | Chine               | nA                     | 2013            | GCL-Poly Energy Holdings (Hong Kong)                              |
| 100             | La Colle des Mées, Alpes-de-Haute-Provence                                                  | France              | _70 ha                 | 2012            | Delta Solar/Enfinity, etc.                                        |
| 91              | Brandenburg-Briest, Brandebourg-sur-la-Havel, Brandebourg                                   | Allemagne           | _65 ha                 | 2011            |                                                                   |
| 84,7            | FinowTower I et II, Schorfheide, Brandebourg                                                | Allemagne           | 3,15 km2               | 2011            | Solarhybrid AG                                                    |
| 84              | Montalto di Castro                                                                          | Italie              | _166 ha                | 2010            | Sunpower/investisseurs                                            |
| 83,6            | Eggebek, Schleswig-Holstein                                                                 | Allemagne           | nA                     | 2011            |                                                                   |
| 81              | Finsterwalde, Brandebourg                                                                   | Allemagne           | _198 ha                | 2011            | fonds d'investissement                                            |
| 80              | Sarnia, Ontario                                                                             | Canada              | 3,65 km2               | 2010            | Enbridge                                                          |
| 80              | Okhotnykovo Solar Park, Odessa                                                              | Ukraine             | nA 360 000 modules     | 2011            |                                                                   |
| 70              | Projet Salvador, Atacama                                                                    | Chili               | _133 ha                | 2015            | Etrion (70 %), Total (20 %) et Solvenus (10 %)                    |
| 70              | Rovigo                                                                                      | Italie              | _85 ha                 | 2010            |                                                                   |
| 67,5            | Parc solaire de Losse - Gabardan, Landes                                                    | France              | 3 km2 872 300 modules  | 2011            | EDF Énergies Nouvelles                                            |
| 62              | Moura                                                                                       | Portugal            | 2,5 km2                | 2010            |                                                                   |
| 60              | Parc photovoltaïque d'Olmedilla (en)                                                        | Espagne             | nA 270 000 modules     | 2008            | ?                                                                 |
| 60              | Centrale photovoltaïque de Crucey, Eure-et-Loir                                             | France              | _130 ha                | 2012            | EDF EN                                                            |
| 56              | Centrale photovoltaïque de Massangis, Yonne                                                 | France              | nA                     | 2012            | EDF Énergies Nouvelles                                            |
| 50              | Centrale photovoltaïque de Châteaudun, Eure-et-Loir                                         | France              | _80 ha                 |                 |                                                                   |
| 46,4            | Amareleja                                                                                   | Portugal            | nA 262 000 modules     | 2008            |                                                                   |
| 40              | Brandis                                                                                     | Allemagne           | _162 ha                | 2009,           |                                                                   |
| 33              | Curbans (en), Alpes-de-Haute-Provence                                                       | France              | _130 ha                | 2011            |                                                                   |
| 31              | Parcs photovoltaïques de Cap'Découverte Tarn                                                | France              | _31 ha                 | 2016            | NEOEN Developpement                                               |
| 20              | Serres photovoltaïques de Villasor Cagliari Sardaigne                                       | Italie              | _27 ha                 | 2011            | ?                                                                 |
| 20              | Centrale photovoltaïque de Beneixama                                                        | Espagne             | _50 ha                 | 2007            | City Solar                                                        |
| 18              | Las Vegas                                                                                   | États-Unis          | _56 ha                 | 2007            | ?                                                                 |
| 14              | Murcia                                                                                      | Espagne             | nA                     | 2007            |                                                                   |
| 12              | Centrale Solaire de Gennetines, Allier                                                      | France              | _24 ha                 | 2014            | Photosol                                                          |
| 12              | Centrale Solaire de Diou-Dompierre/Besbre, Allier                                           | France              | _24 ha                 | 2014            | Photosol                                                          |
| 12              | Centrale Solaire de Marmanhac, Cantal                                                       | France              | _24 ha                 | 2014            | Photosol                                                          |
| 12              | Torreilles, Pyrénées-Orientales                                                             | France              | _11,5 ha               | 2011            | groupe Poweo                                                      |
| 12              | Saint-Martin-de-Crau, Bouches-du-Rhône                                                      | France              | _29 ha                 | 2012            | EDF Énergies Nouvelles                                            |
| 11,5            | Centrale Solaire de Sarrazac, Lot                                                           | France              | _20 ha                 | 2014            | Photosol                                                          |
| 11,5            | Istres Sulauze, Bouches-du-Rhône                                                            | France              | _38 ha                 | 2012            | EDF Énergies Nouvelles                                            |
| 11,4            | Colombelles, Normandie                                                                      | France              | _19,3 ha               | 2018            | IEL                                                               |
| 11              | Serpa                                                                                       | Portugal            | nA 52 000 modules      | 2007            | ?                                                                 |
| 10              | Bavaria solarpark                                                                           | Allemagne           | nA 57 600 modules      | 2005            | ?                                                                 |
| 10              | Centrale solaire photovoltaïque de Tozeur                                                   | Tunisie             | _20 ha                 | 2019            | Société tunisienne de l'électricité et du gaz                     |
| 9               | Valle Sabbia                                                                                | Italie              | _3,8 ha                | 2010            | Syndicat intercommunal                                            |
| 9               | Saint-Clar, Gers                                                                            | France              | nA 42 432 modules      |                 | CAM Energie                                                       |
| 8.3             | Onnens, canton de Vaud                                                                      | Suisse              | _4,9 ha 35 000 modules | 2016            |                                                                   |
| 7               | Callian, Var (Ferme photovoltaïque de Callian)                                              | France              | _7,4 ha                |                 | Eneryo                                                            |
| 7               | Narbonne, Aude (Usine Comurhex de Malvési)                                                  | France              | nA                     |                 | EDF Énergies Nouvelles                                            |
| 6.7             | Courgenay, canton du Jura                                                                   | Suisse              | _7,3 ha 23 886 modules | 2017            | Gefco suisse SA, EDJ SA et BKW SA                                 |
| 5,35            | Bonnat, Creuse                                                                              | France              | nA 21 600 modules      |                 | Apex Énergies                                                     |
| 5,24            | Sainte-Tulle, Alpes-de-Haute-Provence                                                       | France              | nA 70 000 modules      |                 | EDF Énergies Nouvelles                                            |
| 5               | Bürstadt                                                                                    | Allemagne           | nA 30 000 modules      |                 | ?                                                                 |
| 5               | Espenhain                                                                                   | Allemagne           | nA 33 500 modules      | 2004            | Geosol                                                            |
| 4,59            | Springerville, Arizona                                                                      | États-Unis          | nA 34 980 modules      |                 | ?                                                                 |
| 4,2             | Vinon-sur-Verdon, Var                                                                       | France              | nA 18 900 modules      | 2009            | Solaire Direct                                                    |
| 15              | Le Soler, Pyrénées-Orientales                                                               | France              | _45 ha                 | 2016            | Arkolia Energies                                                  |
| 4,5             | Sourdun, Seine-et-Marne                                                                     | France              | _15 ha                 | 2012            | Sovasun, Générale du Solaire                                      |
| 6,02            | Beaupouyet, Dordogne                                                                        | France              | _14 ha 20 768 panneaux | 2017            | Quadran                                                           |

## Prix de l'électricité photovoltaïque produite à grande échelle
L'amélioration de la compétitivité de l'énergie solaire à grande échelle est devenue plus visible à mesure que les pays et les services publics d'énergie ont introduit des enchères pour de nouvelles capacités de production. Certaines enchères sont réservées aux projets solaires, tandis que d'autres sont ouvertes à un plus large éventail de sources.
À titre de comparaison, l'État français garantit un prix d'achat de 42 €/MWh (Accès régulé à l'électricité nucléaire historique, ARENH) pour 100 TWh d'électricité nucléaire par an depuis le 1er janvier 2012, plus 20 TWh à 46,2 €/MWh pendant la crise énergétique de 2021. Le nucléaire est une énergie pilotable, contrairement au photovoltaïque qui est une énergie intermittente. Ainsi, le photovoltaïque implique des coûts supérieurs pour maintenir l’équilibre entre offre et demande électrique à chaque instant sur l’ensemble des lignes (réseau intelligent incluant des solutions de stockage, la multiplication des véhicules électriques étant appelée à jouer un rôle important dans ce cadre).
Ces enchères et appels d'offres ont conduit à des prix très compétitifs dans plusieurs pays :
| Date     | Pays            | Entreprise                                  | meilleur prix     | US¢/kWh 2022 | €/MWh 2022 | source  |
| -------- | --------------- | ------------------------------------------- | ----------------- | ------------ | ---------- | ------- |
| Oct 2017 | Arabie Saoudite | Renewable Energy Project Development Office | US$ 17.9/MWh      | 1.79         | 16         | [ 123 ] |
| Nov 2017 | Mexique         | CENACE                                      | US$ 17.7/MWh      | 1.77         | 16         | [ 124 ] |
| Mar 2019 | Inde            | Solar Energy Corporation of India           | INR 2.44/kWh      | 3.5          | 32         | [ 125 ] |
| Jul 2019 | Brésil          | Agencia Nacional de Energía Eléctrica       | BRL 67.48/MWh     | 1.752        | 16         | [ 126 ] |
| Jul 2020 | Abu Dhabi, UAE  | Abu Dhabi Power Corporation                 | AED fils 4.97/kWh | 1.35         | 12         | [ 127 ] |
| Aug 2020 | Portugal        | Directorate-General for Energy and Geology  | € 0.01114/kWh     | 1.327        | 12         | [ 128 ] |
| Dec 2020 | Inde            | Gujarat Urja Vikas Nigam                    | INR 1.99/kWh      | 2.69         | 24         | [ 129 ] |

## Gestion
Les panneaux (modules) des grandes centrales photovoltaïques doivent être maintenus propres et les défauts détectés dès que possible. Des drones peuvent visualiser des points chauds anormaux et l'institut photovoltaïque de Berlin (PI-Berlin) a mis au point un système de détection des modules défaillants (on y fait circuler du courant la nuit ce qui permet une mesure d'électroluminescence mettant en évidence d'éventuels défauts. Environ mille modules par nuit peuvent être ainsi inspectés, avec l'assistance d'un logiciel spécialisé, sans aucun démontage des panneaux.

## Impact environnemental de parcs photovoltaïques de grande ampleur
Des parcs photovoltaïques de grande ampleur pourraient être déployés, par exemple dans des déserts. Toutefois, selon une étude parue dans Nature portant sur l'impact qu'aurait une couverture du Sahara par des panneaux solaires, il en résulterait une baisse de l'albédo aggravant le réchauffement climatique global ;  au delà de 20 % de surface couverte, apparaîtraient une augmentation des précipitations et une revégétalisation du désert, accompagnées par le déplacement vers le nord des précipitations tropicales, responsable de sècheresse en Amazonie.